# 住吉 (魚津市)
住吉（すみよし）は、富山県魚津市の地名。

## 概要
角川下流左岸に位置し、角川のもたらした肥沃な堆積土の湿田地帯。治暦年間に摂津国住吉村（現・大阪府住吉）の又次郎なるものが来住し当地を開発、のち氏神として住吉神社を創立したのが村名になったとされている。
藩政期は加積郷、加賀藩に所属。同時期に次第に開拓が進められた。また、天保年間、魚津城下町と接する部分が町場化住吉村と称し、別に角川沿いに新村が開拓され住吉新村となった。1889年に一部は下新川郡魚津町に編入し住吉町となり、残余は同郡下中島村の大字となり、村役場が設置された。また、住吉新村はのちに大光寺へ合併した。
1952年4月1日以降は魚津市の大字となっている。
1972年8月1日、新住吉町を含めた一部が現行の上口1 - 2丁目となる。

## 世帯数と人口
2025年（令和7年）7月31日現在の世帯数と人口は以下の通りである。
| 大字 | 世帯数                                                  | 人口                                                  |
| ---- | ------------------------------------------------------- | ----------------------------------------------------- |
| 住吉 | 464世帯（下中島地区） 2世帯（大町地区） 466世帯（合計） | 1,187人（下中島地区） 4人（大町地区） 1,191人（合計） |

## 教育
小・中学校の学区
市立小・中学校に通う場合、学区は以下の通りとなる。
| 番地 | 小学校               | 中学校             |
| ---- | -------------------- | ------------------ |
| 全域 | 魚津市立星の杜小学校 | 魚津市立西部中学校 |

## 交通
道路
- しんきろうロード
- 富山県道1号富山魚津線
- 富山県道135号富山滑川魚津線
- 富山県道137号堀江魚津線
- 国道8号

鉄道
- あいの風とやま鉄道線（当地内に駅は存在しない）
- 富山地方鉄道本線
  - 西魚津駅

## 当地にある施設
- 魚津市立星の杜小学校
- 魚津にじいろこども園
- 下中島コミュニティセンター
- MEGAドン・キホーテUNY魚津店
- ウエルシア魚津住吉店
- 満天の湯
- ヤマト運輸富山魚津営業所
- 新川病院
- 住吉神社
- 住吉公園